# Perspectivisme
Perspectivisme is de filosofische visie dat de werkelijkheid als zodanig niet kan worden gekend omdat alles vanuit een bepaald perspectief wordt bekeken. Het woord 'perspectief' komt van het Latijnse perspicere: ergens doorheen kijken, iets duidelijk zien of iets doorgronden. In de tegenwoordige filosofie heeft het woord echter een geheel andere connotatie.
Het begrip verwijst, vooral door de invloed van Friedrich Nietzsche, naar het vrijwel volstrekte onvermogen van de mens terug te gaan tot de laatste gronden. Het enige wat voor de mens verschijnt is een veelheid van over elkaar heen vallende en met elkaar in strijd zijnde perspectieven. Nietzsche breekt met de illusie van de 'ware werkelijkheid' en benadrukt dat we de werkelijkheid uitsluitend fragmentarisch kunnen ervaren.
Het begrip is door Leibniz in de filosofie geïntroduceerd.
Het perspectivisme leidt tot de vraag of ware kennis van de werkelijkheid überhaupt mogelijk is. Is het mogelijk de werkelijkheid te zien zoals ze is? Met name in de hermeneutiek houdt men zich met deze vraag bezig.